# Габбасов Руслан Салаватович
Руслан Салаватович Габбасов (Гаппасов; башк. Руслан Салауат улы Ғәббәсов, нар. 18 липня 1979, Ішимбай, Ішимбайський район, БАРСР, РРФСР, СРСР) — башкирський громадський діяч, один із лідерів башкирського національного руху. Башкирський націоналіст, лідер та засновник «Башкирського національного політичного центру». Визнаний іноземним агентом у РФ. Лідер та спікер Форуму Вільних Держав Постросії.

## Біографія
Руслан Габбасов народився 1979 року в Ішимбаї. У 2011 році став активістом башкирського національного руху, вступив до башкирського правозахисного руху «Кук Буре», де його обрали заступником голови. У 2014 році разом з однодумцями створив громадську організацію «Башкорт», яку пізніше було визнано екстремістською та заборонено в Росії. У цій організації Руслан обіймав посаду заступника голови до 2020 року. 2017 року закінчив історичний факультет Башкирського державного університету. 2022 року створив Башкирський національний політичний центр. Також його вважають причетним до Комітету Башкирського опору.

## Громадська діяльність та політичне переслідування
У 2015 році проти Габбасова та ще одного представника Башкорту було відкрито кримінальну справу за побиття голови оренбурзького Курултаю башкир Ільміра Мамбетова. За повідомленнями провладних та націоналістичних російських ЗМІ, причиною побиття нібито стало те, що Мамбетов відмовився відкривати філію БГО «Башкорт» у своєму місті. На думку керівництва «Башкорт», кримінальну справу було заведено з метою залякати Габбасова та зупинити діяльність організації. Справу було припинено, однак до її закриття у 2019 році співробітники МВС РФ використовували справу, як частий привід для затримання та виклику на допити керівництва БГО «Башкорт» у рамках кримінального провадження. У 2015 році через тиск влади на організацію з неї вийшло багато студентів, зокрема через те, що з ними постійно проводили «профілактичні бесіди» правоохоронці.
У 2015—2016 роках Руслан Габбасов став одним із найпомітніших у публічному просторі башкирських націоналістів. Він організовував мітинги за обов'язкове вивчення башкирської мови в школах, влаштовував інформаційні кампанії проти розробки гори Куштау, а також за збереження екосистеми гори-шихана Торатау. Також виступав за введення квот для чиновників башкирської національності, критикував екс-главу республіки Рустема Хамітова, в тому числі, за антибашкирську політику.
Наприкінці листопада 2021 року Габбасов із сім'єю залишив РФ, спочатку поїхавши до Туреччини, а потім у Вільнюс, де попросив політичного притулку і виступив на «Форумі вільної Росії».
У квітні 2022 року Руслану Габбасову було надано політичний притулок у Литві.
У травні 2022 року Габбасов став одним із ініціаторів «Ліги Вільних Націй».
У вересні 2022 року МВС Башкирії порушило на Габбасова справу про екстремізм.
21 жовтня 2022 року, наступного дня після оголошення Комітетом башкирського опору про початок партизанської боротьби на території Башкирії, Габбасова оголосили іноагентом.
У жовтні 2023 року Габбасов взяв участь у VIII Форумі вільних держав Постросії в Парижі.
2023 року в Башкортостані заарештували зведеного брата Руслана Габбасова — Рустама Фараретдінова, звинувативши його у «сприянні терористичній діяльності». Обшуки проводили співробітники ФСБ, а дружині Фараретдінова сказали, що той «сидітиме за брата».
У 2024 році вийшла книга Руслана Габбасова «Записки башкирського націоналіста. Кук буре». Другий том він планує назвати «Записки башкирського націоналіста. БГО Башкорт».